# Andrena hybrida
Andrena hybrida är en biart som beskrevs av Warncke 1975. Andrena hybrida ingår i släktet sandbin, och familjen grävbin. Inga underarter finns listade i Catalogue of Life.